# Passer predomesticus
Passer predomesticus – wymarły gatunek ptaka z rodziny wróbli opisany na podstawie dwóch kopalnych okazów z Wyżyny Judzkiej, datowanych na ok. 400 tys. lat.